# 악마는 정남이를 입는다
《악마는 정남이를 입는다》는 대한민국의 텔레비전 및 유튜브 예능 프로그램으로 2020년 11월 28일부터 2021년 2월 20일까지 tvN과 유튜브 채널 십오야에서 방영되었다.
이후, 2021년 4월 24일부터 조재윤이 아닌 카이와 함께 《악마는 정남이를 입는다 2》 가 편성되어 현재 방영 중이다.
tvN 놀라운 토요일-도레미 마켓 방영 전 5분 편성으로 풀버전은 유튜브 채널 십오야에서 시청할 수 있다.

## 악마는 정남이를 입는다 1

### 방송 소개
세상 어디에도 없던 원앤온리 고민 맞춤형 남성 전문 옷가게

### 방송 기간
2020년 11월 28일 ~ 2021년 2월 20일

### 출연진
배정남, 조재윤

### 회차 정보

#### 티저
2020.11.13 <형..언제까지 그렇게 옷 입을꺼야? 고민 많은 당신을 위한 원앤온리 맞춤형 옷가게!>
2020.11.20 <이것도 예쁘구,,,저것두 예쁘구,,, 정남이가 옷가게를 그냥 지나치랴...>
2020.11.27 <놀토 보기전 5분! '기쁨라사'에 놀러오세요 ♥ 정남 나이스! 읏~~쨔>

#### ep.0
202011.28 <'않이.. 자네 패션이...?' 옷가게 열기 전에 배정남 사장님 테스트(?) 들어갑니다~>

#### 보너스
2020.12.01 <직원 채용기념 첫 모임! 사장님이 직접 푸는 기쁨라사 탄생썰...!>

#### ep.1-1
2020.12.05 <옷은 죄가 없어요..미스매치가 유죄일뿐! 과연 '기쁨라사' 첫 손님의 변신 결과는??>
나이에 맞지 않는 코디가 고민이던 고객, 이제는 귀여운 느낌으로 변신

#### ep,1-2
2020.12.05 <배사장님 믿습니까?! (믿습니다!!) 오늘부로 과거 KCM 패션은 잊어주세요...>
KCM 출연
과거에 얽매인 패션에서 꾸미지 않은 듯 꾸민 편안함에 딱 떨어지는 코트 핏을 더해 훈훈한 발라더로 변신

#### ep.2-1
2020.12.12 <블랙은 진리G! 같은 블랙 다른 느낌! 청년 농부의 180도 달라진 변신>
멋은 생각하지 않고 블랙만 고집했던 고객, 시크한 올블랙 차도남으로 변신

#### ep.2-2
2020.12.12 <잠깐만!!! 생각이랑 많이 다른 (?) 넉살의 비율에 배사장님 찐당황;;>
넉살&던밀스 출연
핏을 찾을 수 없던 자기보호룩에서 시크한 듯 핏감을 살린 살쓰 맞춤 스타일
힙합 패션길만 걸어 그 외의 옷을 몰라 고민이던 던밀스, 패션쇼에서 사진 찍힐 법한 느낌으로 대변신!!

#### ep.3-1
2020.12.19 <내가 바로 힙합 호랭이 뭘 입어도 태가 나는 고객님에 사장님 직업 만족도는 상승중>
타이거JK 출연
편한 룩만 찾게 되어버린 타이거JK, 패션 아이콘으로 재도약할 <왕의 귀환>룩으로 변신

#### ep.3-2
2020.12.19 <저희 남편은 365일 추리닝만 입습니다ㅠ ㅠ결혼을 앞둔 남편을 위한 아내의 통 큰 플렉스!>
전유수 출연
추리닝 외에 옷이 없어 고민이던 고객, 끼 부린 멋쟁이로 대변신!!

#### LIVE 편집본
2020.12.31 <늘 패션에 진심인 사장의 팩폭대잔치! 청남방에 패딩조끼는 쫌,,,>

#### ep.4-1 [블랙특집]
2021.01.02 <병악한 PD의 이미지는 이제 X 나 류호진...오늘부로 나쁜 남자를 선언한다!>
류호진PD 출연
약해 보이는 이미지가 고민이었던 고객, 블랙의 시크함을 담아 나쁜 남자로 변신

#### ep.4-2 [블랙특집]
2021.01.02 <배사장님 갠소 바지까지 총 동원! 한복 바지로 패션 터닝 포인트 찾은 발레리노>
편안한 옷으로 멋을 내고 싶었던 고객, 한복 바지 입고 멋쟁이 발레리노로 변신

#### ep.5-1
2021.01.09 <역대급 난이도 고객님 등장! 아방가르드하면서도 시크하게 부탁~해요~>
차승원 출연
올블랙으로 한기가 풍겼던 고객님, 네이비의 따뜻한 느낌으로 변신

#### ep.5-2
2021.01.09 <나도 어디선 꿀리지 않아! 뉴욕 패피들도 울고갈 하버드생의 슈트핏>
무난한 대학생 룩만 입어 인턴십이 걱정이던 고객, 월가에서도 꿀리지 않는 포인트를 살린 슈트로 변신

#### ep.6-1
2021.01.16 <변요한 고객님! 교환도 되고 환불도 되지만 일단 택은 제거하고 입어보실게욧>
변요한 출연
편안한 차림으로 <기쁨라사>를 찾아온 고객, 행님 사랑 가득 담은 네이비 코트 차림으로 변신

#### ep.6-2
2021.01.16 <GD처럼 일탈해보고 싶어요. 초3 담임쌤의 3단 변신?!>
"옷을 왜 그렇게 입어요"라는 소리를 들었던 고객, 이제는 아이들에게 옷 잘 입는 선생님

#### ep.7-1
2021.01.23 <불꽃 카리스마 민호 쇼핑 열정도 불타오르네>
민호 출연
새로운 스타일을 시도하고 싶었던 고객, 한층 밝은 톤과 여유있는 핏으로 변신

#### ep.7-2
2021.01.23 <파란 세상에 갇힌 스머프 삼촌의 파란만장한 변신~>
파란색 옷만 추구해 조카의 고민이던 고객, 파란색 하나 없는 따뜻한 삼촌 룩으로 변신

#### ep.8-1
2021.01.30 <에르메스부터 마르지엘라까지! 도대체 이게 다 얼마세호?>
조세호 출연

#### ep.8-2
2021.01.30 <조세호=톰브라운 ㄴ ㄴ! 정남이 입고 다시 태어난 아기자기!>
조세호 출연
기죽기 싫어서 비싼 옷만 입었던 고객, 세호만의 스타일! 귀여운 남친룩으로 변신

#### ep.9-1
2021.02.06 <흘러내리는 뱃살 막기 위한 조끼 코르셋 이젠 중귀룩으로 극복!>
김준호 출연
쓰리 피스 정장만 고수하던 고객, 캐주얼과 정장이 믹스매치 된 중귀룩으로 변신

#### ep.9-2
2021.02.06 <생애 첫 여자친구랑 데이트! S대생 호크룩스 후드티 벗고 이젠 인생 남친룩!>
여친과의 데이트룩이 고민이었던 고객님, 멋스럽지만 부담스럽지 않은 Lv.3 남친룩으로 변신

#### ep.10-1
2021.02.20 <너튜브로 패션 배웠어요 패션바보 김종민이 패션천재 배정남을 만났을 때!>
김종민 출연
최근 패션에 눈 떴지만 2% 부족했던 고객, 진정한 패션피플로 변신

#### ep.10-2
2021.02.20 <[기쁨라사] F/W 시즌 마지막 변신 이야기!>
흰 티와 루즈핏 바지만 입던 고객, 체형 살리는 깔끔한 핏으로 변신

#### 쿠키영상
2021.02.27 <한창 귀여운거 좋아할 나이 46짤, 나피디 패션 유튜버로 데뷔하다?!>
나영석PD 출연

### 관련 사이트
https://drive.google.com/drive/folder...

## 악마는 정남이를 입는다 2

### 방송 소개
옷으로 고민하는 대한민국 모든 남성들을 위해 정남이는 오늘도 옷가게에 간다카이!
구경부터 구입까지, 당신이 원하는 모든 것! 패션 가이드 배정남&카이의 고객님을 위한 맞춤 패션 큐레이션

### 방송 기간
2021년 4월 24일 ~ 방영 중

### 출연진
배정남, 카이

### 회차 정보

#### 티저
2021.04.13 <생각보다 빨리 와버린(?) 봄과 함께 돌아왔다!>
2021.04.16 <사장님 밀당하는 NEW 직원 카이! 배사장님 잇몸 건조 주의보 발령♥>
2021.04.22 <패션 치트키(?) NEW 직원 카이 ㅇ_ㅇ? 신조어에 고통받는 배사장님☆ 많관부~>

#### ep.0
2021.04.24 <통과 못하면 해고요...? NA선배와의 패션 배틀♨ 카이의 기쁨라사 입사 테스트 결과는?>

#### ep.1
2021.05.01 <김구찌X배디올의 백화점 쇼핑기! 퍼스널 쇼핑으로 '아이코닉 강연 룩'을 완성하라?!>

#### LIVE
2021.05.01 <배사장＆카대리＆나PD의 1회 기념 라이브! 선물이 팡팡파라파라파파팡 쏟아질 예정..?!>

#### LIVE 편집본
2021.05.05 <배정남X카이X나PD 놓칠 수 없는 킬포만 모아봤어요☆ (화제의 배사장 운동법 포함 ㅋ ㅋ)>

#### ep.2
2021.05.08 <서울 중독 카실장vs콘셉트 중독 배사장의 농구(?) 대결! 조던도 인정한 꾸안꾸 스포츠룩>

#### 선공개
2021.05.12 <순식간에 파리로 떠나버린 카이?ㅇ_ㅇ 패피들만 가능하다는 방구석 세계여행>

#### ep.3-1
2021.05.15 <들어온나~ 정남하우스 패션세계 속으로 여행을 떠난 카실장 (feat.NA 선배 급 세수)>

#### ep.3-2
2021.05.15 <20년차(?) 아이돌과 함께! 카이 3대 직캠을 뛰어넘는 카이 집캠>

#### ep.4
2021.05.22 <상황극 풍년! 더 현대를 접수(?)한 이탈리아 재벌 2세들? (feat. 미친 수트핏)>

#### ep.5-1
2021.05.29 <초고난도 주의! 패완몸을 위한 화제의 배정남 운동법 공개>

#### ep.5-2
2021.05.29 <월차 기념(?) 사심 채우는 카실장의 운수 좋은 날♬>
여름 반바지 룩

#### ep.6
2021.06.05 <빈티지니어스(?) 배사장님의 빈티지 완전 정복 특강 (ft.트롯 특전사 박군☆)>

#### ep.7
2021.06.12 <오늘은 섹시에 집중할게요♥ 카이와 함께 춤을♬>

### 관련 사이트
http://event.tving.com/View/5339